# 特里巴立亚纹章

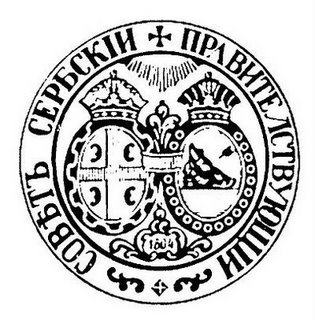
革命塞尔维亚议会的印章（1804），一侧为四火镰十字，一侧为带箭野猪

带箭野猪是嘴里或额头上有箭的野猪头的图案，曾被视为是代表塞尔维亚的纹章，在18、19世纪尤其兴盛。
塞尔维亚于15世纪被奥斯曼帝国所征服，纹章学从此相对衰落。尽管如此，许多西欧人在纹章图册中仍记录其徽章。乌尔里希·里申塔尔在《康士坦斯大公会议记事录》中，为塞尔维亚创制了这样一枚纹章：红底，黑色野猪头，嘴里被金羽银箭射中。康拉德·格吕嫩贝格的图册中，塞尔维亚的纹章图案与之类似，不过箭是从野猪嘴里射出去的。米尔滕贝格（Miltenberg）的图册中，塞尔维亚的纹章是被银羽金箭射中嘴的狼头。有学者推测，这一形象的源头可能是巴尔希奇家族的纹章：一个吐出舌头的狼头。巴尔希奇家族曾统治泽塔地区（今黑山南部和阿尔巴尼亚北部），发行过一种铸造拙劣的银币，可能是上面模糊的吐舌狼头和西里尔文字引发了西欧人对塞尔维亚纹章的想象。:21-22:245–250
塞尔维亚被奥斯曼帝国征服后，匈牙利国王仍宣称拥有塞尔维亚。哈布斯堡家族获得匈牙利王国后同样如此。从16世纪中叶起，哈布斯堡君主国的重大场合会使用代表塞尔维亚的旗帜，以带箭野猪为图案。:194-198
18世纪初，帕瓦奥·里特尔·维泰佐维奇在纹章图册《Stemmatographia》里将中箭部位改到了额头上，将底色换成银色以符合纹章学色彩规范。赫里斯托福尔·热法罗维奇在将书翻译为塞尔维亚语言时，将其与特里巴立亚联系起来。特里巴立人是罗马帝国征服以前生活在今天塞尔维亚一带的族群，在喜欢使用古称的东罗马帝国历史学家笔下是塞尔维亚人的别称。该图案从此称为特里巴立亚纹章，被认为是舒马迪亚（塞尔维亚中心地区）的标志。:21-22:245–250:6
19世纪初，塞尔维亚人发动反抗奥斯曼帝国的革命，其政权革命塞尔维亚将带箭野猪与四火镰十字共同置于国家标志上。:11619世纪末，塞尔维亚王国成立时，斯托扬·诺瓦科维奇的国徽设计初稿中有带箭野猪，与四火镰十字并列，但最终版本中只保留了后者。:123今天，舒马迪亚地区的一些城市仍以带箭野猪作为市徽的组成元素。

## 图册

巴尔希奇家族的纹章，可能是带箭野猪图案的原型
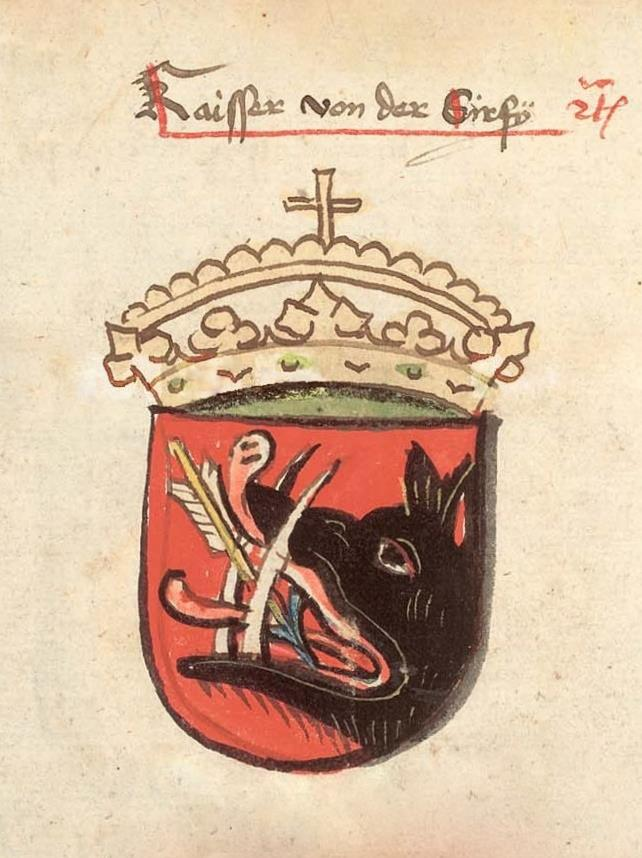
里申塔尔《康士坦斯大公会议记事录》，15世纪
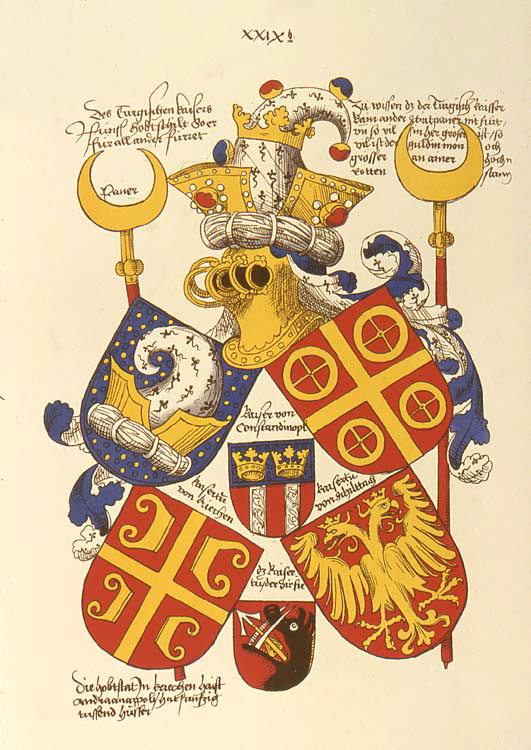
格吕嫩贝格1483年纹章图册。塞尔维亚纹章在最下方，箭从口出
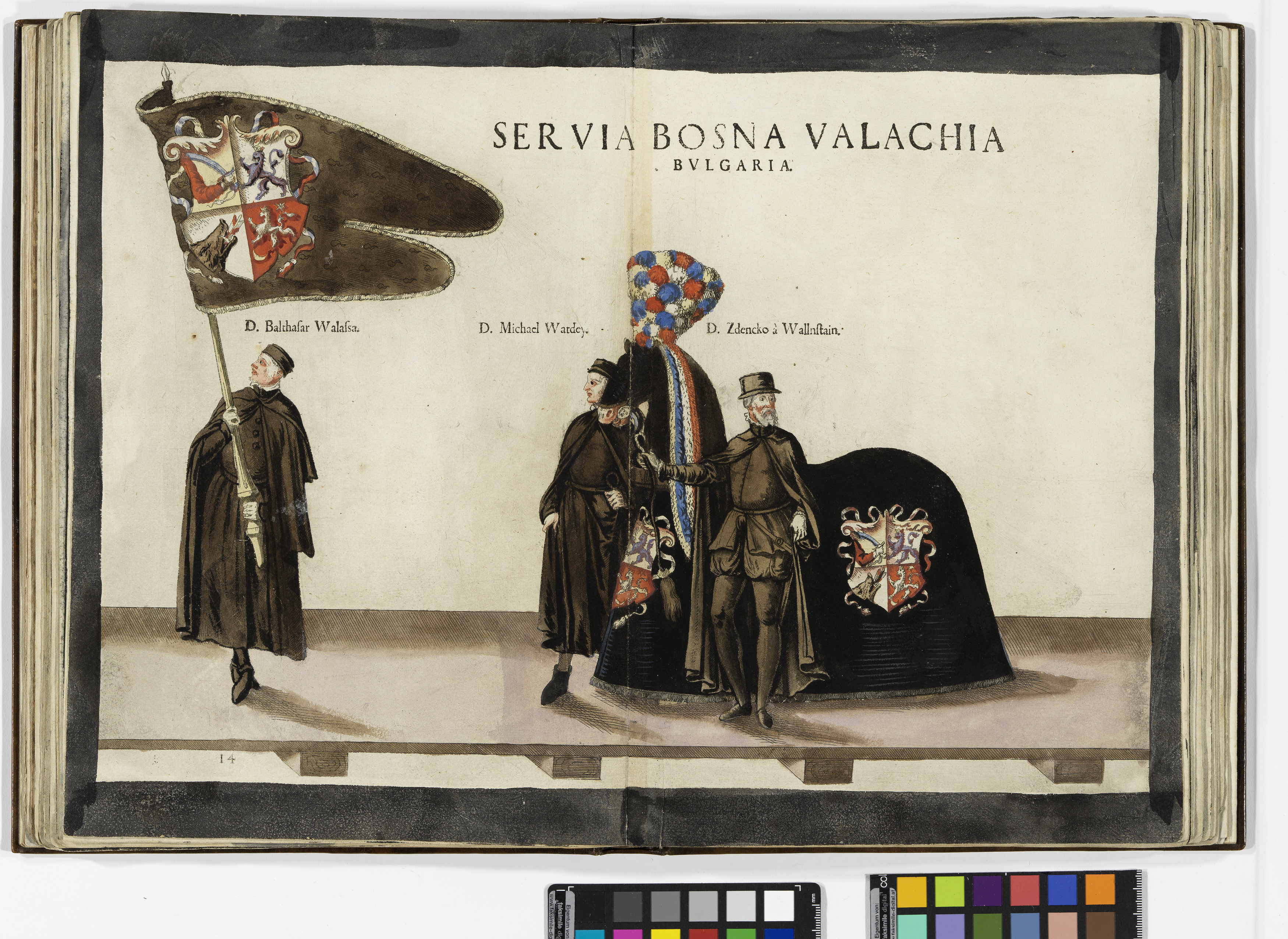
神圣罗马帝国皇帝斐迪南一世葬礼上的塞尔维亚旗帜，1566年绘
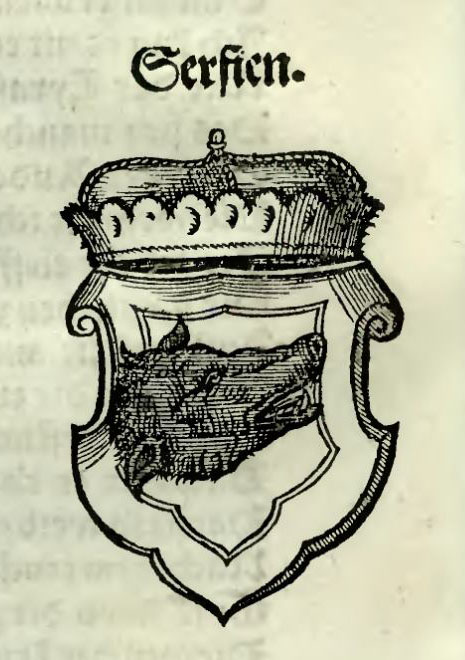
不带箭的版本，来自1580年左右的一份纹章图册
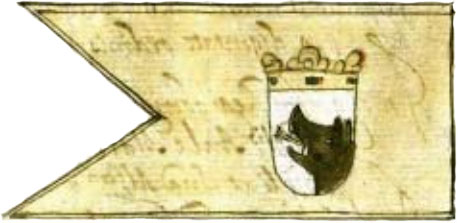
为斐迪南二世加冕神圣罗马帝国皇帝而准备的塞尔维亚旗帜，1618年
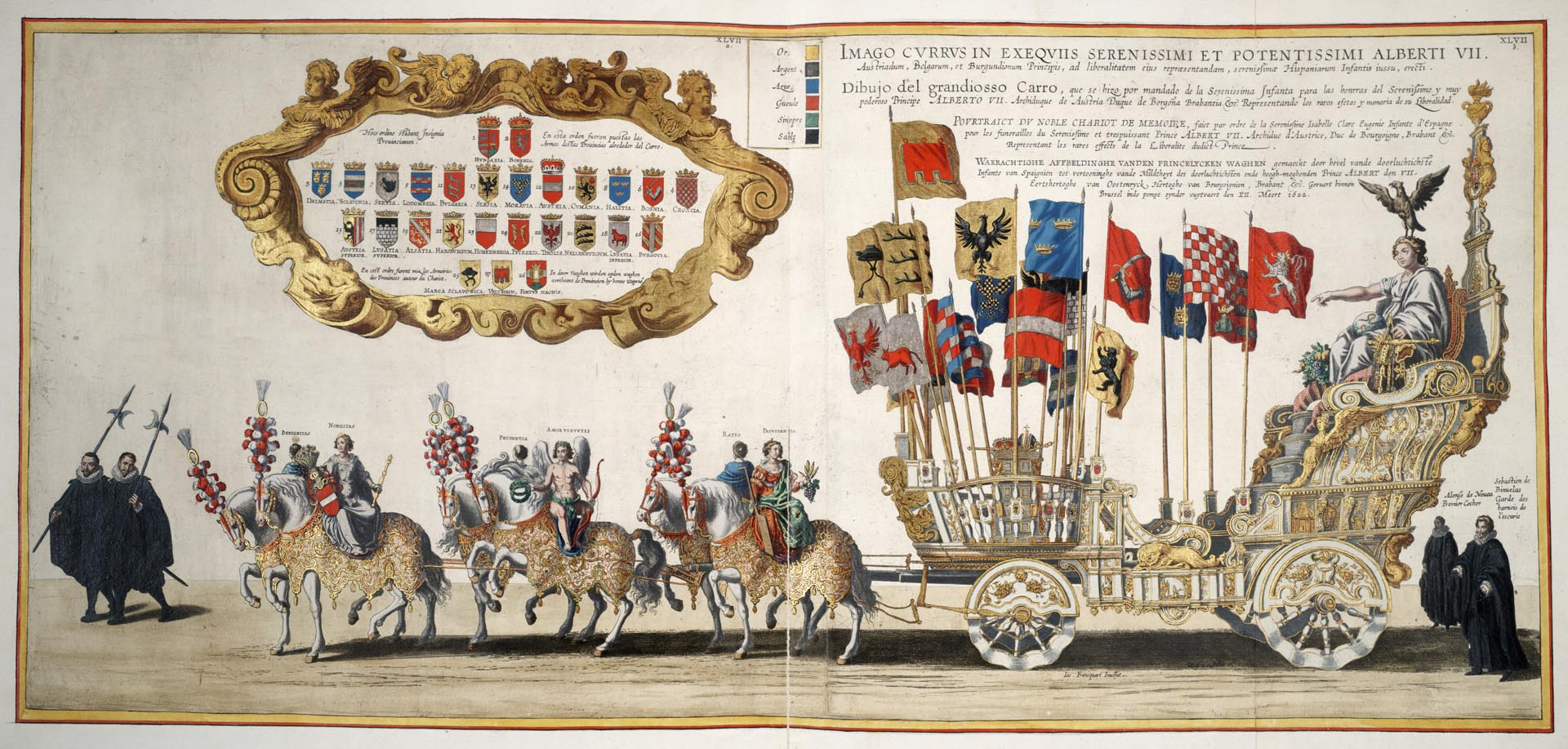
阿尔布雷希特七世葬礼所用的旗帜，绘于1623年。塞尔维亚带箭野猪旗在第二行第三个
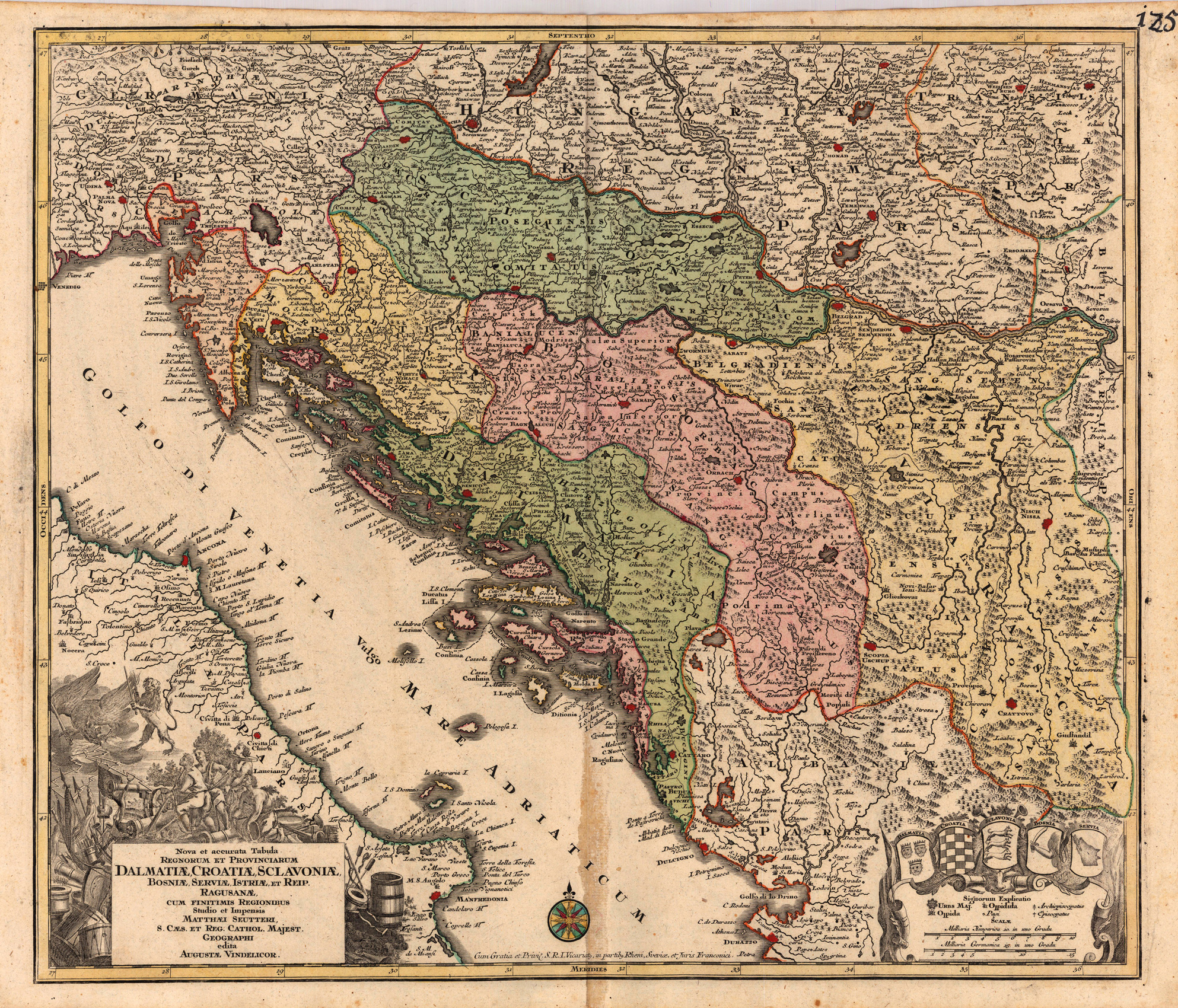
一份1720年的地图，右下角列出了五个国家的纹章，最右为塞尔维亚王国（英语：Kingdom of Serbia (1718–39)）
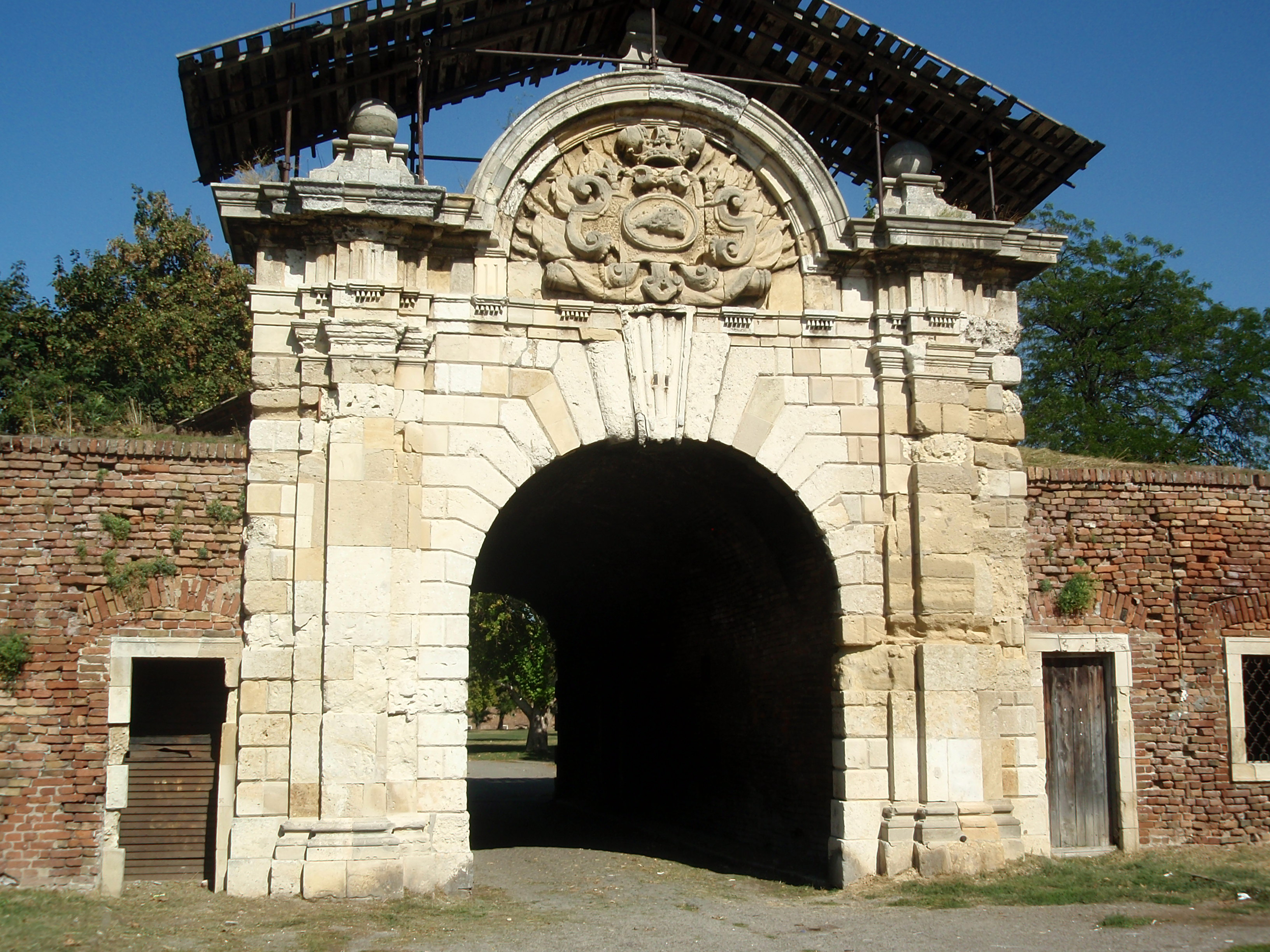
贝尔格莱德要塞的查理六世门，不晚于1736年。正面上方有带箭野猪标志
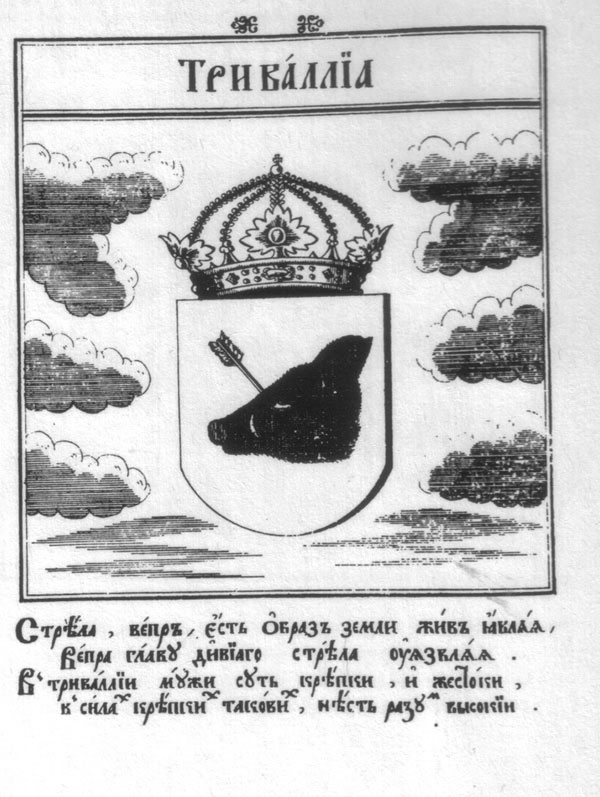
1741年翻译版《Stemmatographia》中，野猪中箭部位在额头，并成为特里巴立亚的纹章
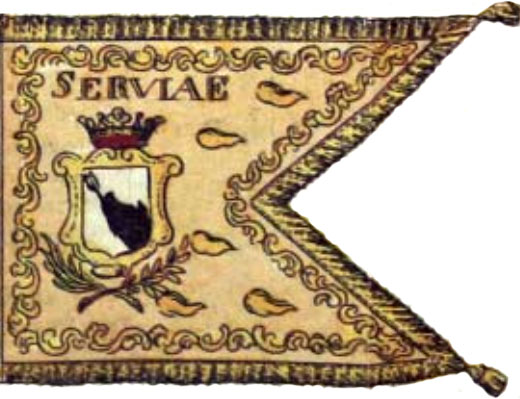
为利奥波德二世加冕神圣罗马帝国皇帝而制作的塞尔维亚（英语：Habsburg-occupied Serbia (1788–1792)）旗帜，1792年重制
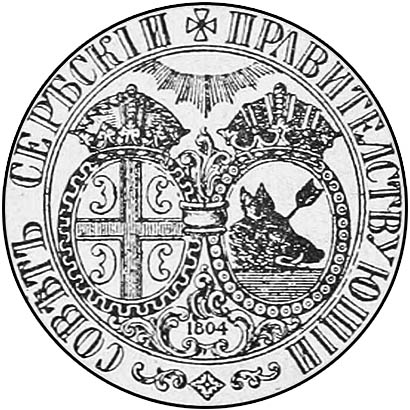
革命塞尔维亚议会的印章（1804），一侧为四火镰十字，一侧为带箭野猪
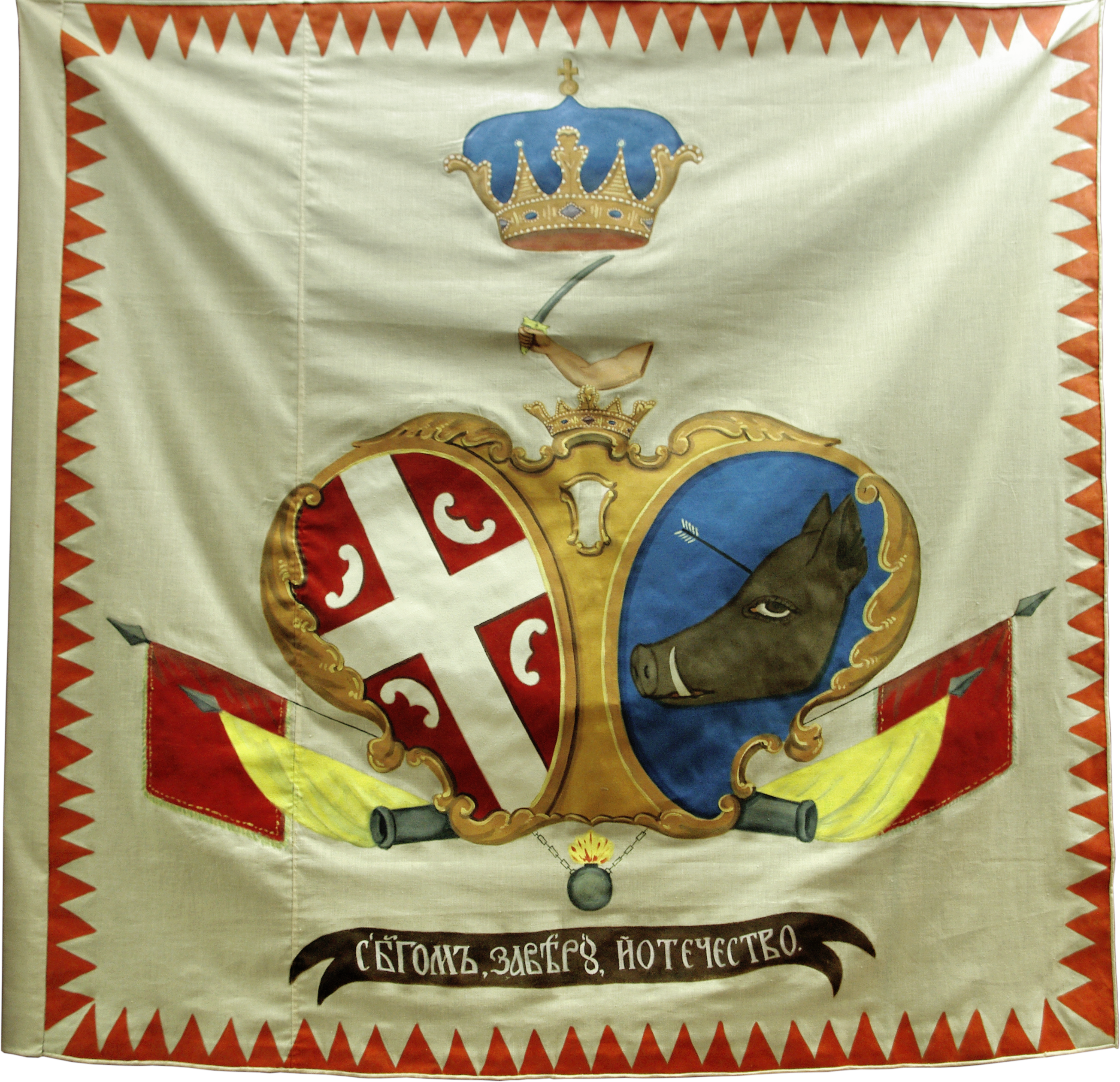
革命塞尔维亚的旗帜，一侧为四火镰十字，一侧为带箭野猪
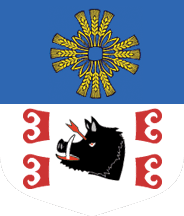
巴拉热窝市徽
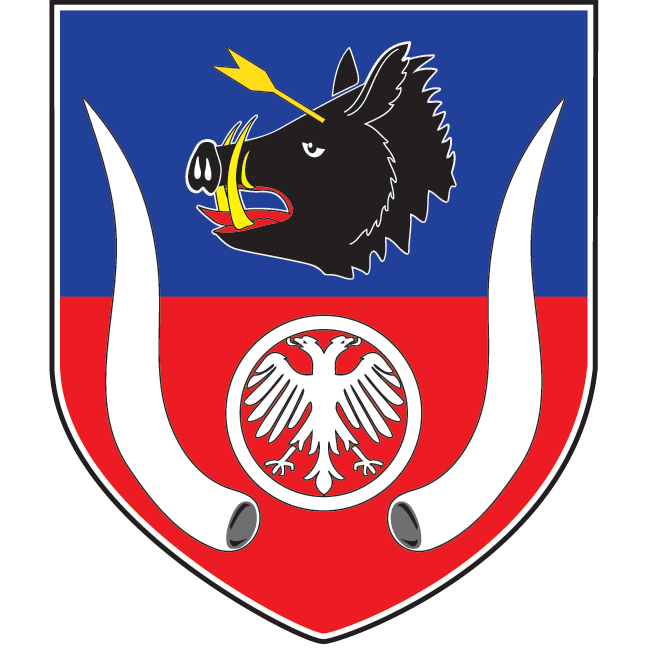
大普拉纳市徽
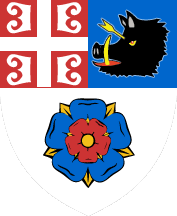
沃日多瓦茨市徽
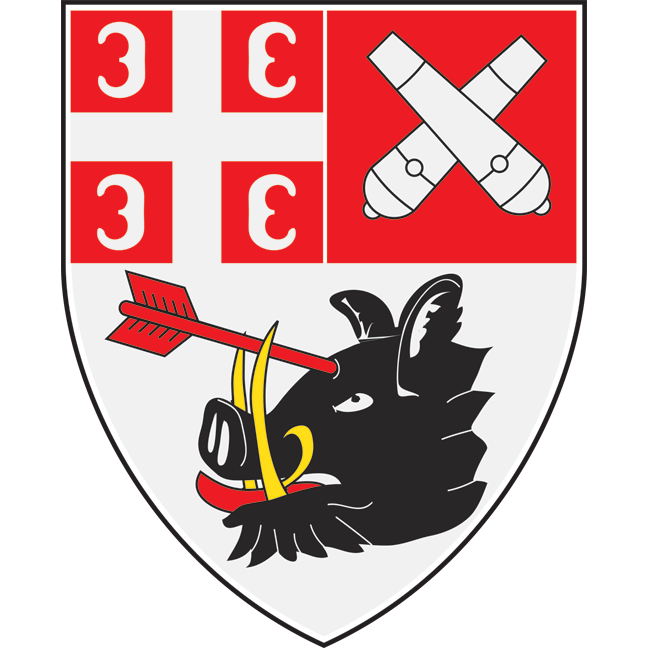
克拉古耶瓦茨市徽
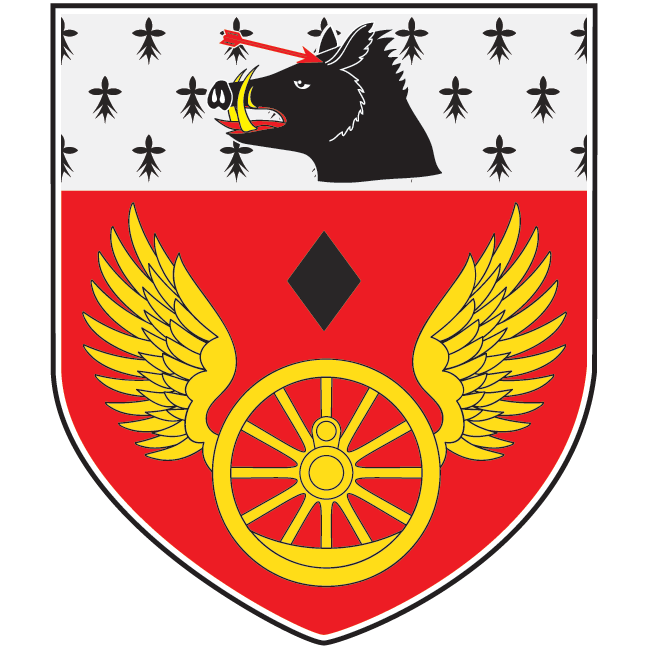
拉伊科瓦茨市徽
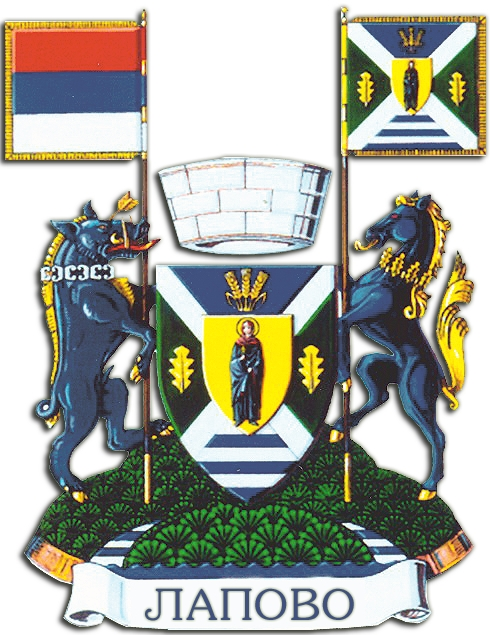
拉波沃市徽，带箭野猪站立扶握
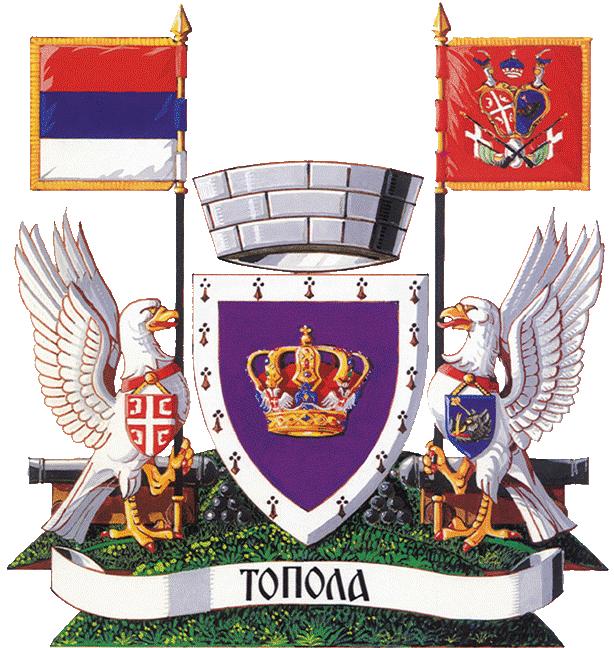
托波拉市徽，站立扶握的鹰身上和旗帜上有带箭野猪图案